# Bernard Parmegiani
Bernard Parmegiani (27 d'octubre de 1927 - 21 de novembre de 2013) va ser un compositor francès més conegut per la seva música electrònica o acusmàtica.

## Biografia
Entre 1957 i 1961 va estudiar mímica amb Jacques Lecoq, període que més tard va considerar important per a la seva obra com a compositor. Es va unir al Grup de Recerca Musicals (GRM) el 1959 per realitzar una master class de dos anys, poc després de la seva fundació per Pierre Schaeffer. Després d'abandonar els seus estudis amb Lecoq, primer va ser enginyer de so i més tard va ser responsable de la unitat de Música / Imatge de la televisió francesa (ORTF). Allà va treballar a l'estudi amb diversos compositors notables, per exemple, Iannis Xenakis.
Mentre estava a ORTF, Parmegiani produïa música per a nombrosos directors de cinema, incloent Jacques Baratier i Peter Kassovitz, i per a <i id="mwHA">A</i>, un curtmetratge de 1965 animat per Jan Lenica. També va escriure una sèrie de jingles per als mitjans de comunicació francesos i l '"Indicatif Roissy" que precedien tots els anuncis de la PA a la terminal 1 de l'aeroport Charles de Gaulle de París fins al 2005.
Parmegiani va compondre la seva primera obra important, Violostries, per a violí i cinta el 1964 per a una coreografia interpretada per al Théâtre Contemporain d'Amiens dirigida per Jacques-Albert Cartier. Durant una visita a Amèrica a finals dels anys seixanta, Parmegiani va investigar el vincle entre la música i el vídeo i al seu retorn va produir diversos vídeos musicals, inclosos L'Œil écoute i L'Écran transparent (1973) durant una residència al Westdeutscher Rundfunk a Alemanya. Als anys setanta, també es va implicar en actuacions de jazz en directe i va actuar amb la Third Ear Band a Londres.
En aquest moment, Parmegiani també va començar a escriure peces acusmàtiques per a la seva interpretació a la sala de concerts: exemples són Capture éphémère del 1967 que tracta del pas del temps, i L'Enfer (1972), una col·laboració amb el compositor François Bayle, basada en la La Divina Comèdia de Dante.
Parmegiani va compondre la música de les pel·lícules de Walerian Borowczyk, Jeux des Anges (1964) i Docteur Jekyll et les femmes (1981), la banda sonora d'aquest darrer que comprèn indicacions que Parmegiani va reordenar a partir de la seva obra de 1972 Pour en finir avec le pouvoir d'Orphée. .
El 1992 Parmegiani va deixar el GRM i va instal·lar el seu propi estudi a Saint-Rémy-de-Provence. L'abril de 2010 va formar part del jurat dels sisens premis Qwartz Electronic Music Awards, un projecte promocional i grup de suport per a artistes de música electrònica.
Parmegiani ha estat citat com una influència important per experimentadors més joves com Aphex Twin, Autechre i Sonic Youth. Les seves obres es van representar als festivals All Tomorrow's Parties el 2003 i 2008.

## Premis
La seva música ha estat guardonada amb premis de l'Académie du Disque Français el 1979, del SACEM el 1981, de Les Victoires de la Musique el 1990 i del Prix Magister al Concours International de Bourges el 1991. El 1993 va rebre el Premi Nica d'Or al Prix Ars Electronica per Entre-temps compost l'any anterior 

## Llista de composicions
- 1964 Violostries
- 1965 La Brûlure De Mille Soleils
- 1967–1968 L'mòbil d'Instant, Captura éphémère
- 1968 : "eclèctic de Pop" aboca le pel·lícula de Peter Foldes "Je, tu elles"
- 1970 L'Œil écoute
- 1971 La roue ferris[6]
- 1971 L'Enfer (basat en La Diví Comédie)
- 1972 Chronos
- 1972 Aboca en finir avec le pouvoir d'Orphée
- 1974 Chants Magnétiques
- 1975 De Natura Sonorum
- 1977 Dedans-Dehors[7]
- 1980 L'Eco du miroir
- 1984 La Création du monde
- 1985–1986 Exercismes 1 – 2 – 3
- 1991 Le Présent composé
- 1992 Entre-temps
- 1996 Sonare
- 2002 La mémoire des fills
- 2004 Espèces d'espace